# 오와다 히사시
오와다 히사시(일본어: 小和田恒, 1932년 9월 18일 ~ )는 일본의 외교관이자 국제 사법 재판소의 재판관이다. 도쿄 대학을 졸업한 후에 일본 외무성에 들어가 외무사무차관, 국제 연합 대사 등을 역임하였고, 재단법인 일본국제문제연구소 이사장을 지냈다. 2003년에 국제 사법 재판소의 재판관으로 선임되었으며, 9년의 임기를 연임하게 되어 2021년에 임기가 만료된다. 2009년부터 2012년까지 제22대 국제 사법 재판소 소장을 지냈다. 마사코 황후의 아버지다.

## 법학 교수
오와다는 30년간 법학 교수를 하고 있다. 도쿄대학교, 하버드 로스쿨, 뉴욕대 로스쿨, 컬럼비아 로스쿨, 헤이그 국제법 아카데미, 와세다 대학교, 케임브리지 대학교에서 법학 교수를 하였다. 헤이그 국제법 아카데미는 국제사법재판소가 있는 평화궁에 함께 있는 대학이다.

## 마사코 황태자비
히사시의 3녀 중 장녀 오와다 마사코도 부친과 같이 외교관이었는데, 1993년에 나루히토 황태자와 결혼하여 이 인연으로 일본 황실과는 사돈이 되었다. 나루히토는 아키히토 천황의 맏아들이다. 슬하에 무남독녀인 도시노미야 아이코(敬宮愛子)만을 두고 있다.

## 학력
- 1955년 일본 도쿄 대학 학사
- 1956년 영국 케임브리지 대학교 법학 학사(LL.B.)
- 2000년 일본 게이와 대학 명예박사
- 2001년 인도 바나라스 힌두 대학교 명예박사
- 2004년 일본 와세다 대학 명예박사
- 2009년 네덜란드 흐로닝언 대학교 명예박사

## 같이 보기
- 국제 사법 재판소
- 에토 준 - 배우자 유미코의 사촌이다.